# Vdara
Vdara, algunas veces llamado Vdara Hotel and Spa, es un condo-hotel con spa.  Forma parte del CityCenter y se encuentra localizado dentro de ARIA Resort & Casino y el Bellagio. Vdara cuenta con 57 niveles y alberga 1 495 unidades residenciales, con rangos desde 526 a 1 750 pies cuadrados.

## Historia
El exterior fue diseñado por el arquitecto uruguayo Rafael Viñoly de RV Architecture, LLC.  Janie Horas fue el gerente del Proyecto Gensler. Architect of Record (AOR) fue Leo A. Daly junto con Lamberto Smigliani como el gerente del proyecto, mientras que la firma con sede en Detroit Hamilton Anderson Associates fue el AOR para el diseño de interior. Peter Schroeder de Tishman Construction Corporation fue el Senior Project Manager y Rick Lorimer fue el Gerente del Proyecto de Perini Building Company, el contratista general. Vdara fue la primera torre del CityCenter en abrir el 1 de diciembre de 2009.
Vdara fue la primera de las seis torres del proyecto en ser concluida el 14 de mayo de 2008.

## Conservación
El 14 de septiembre de 2009 Vdara se le designó el premio de LED.

## Galería

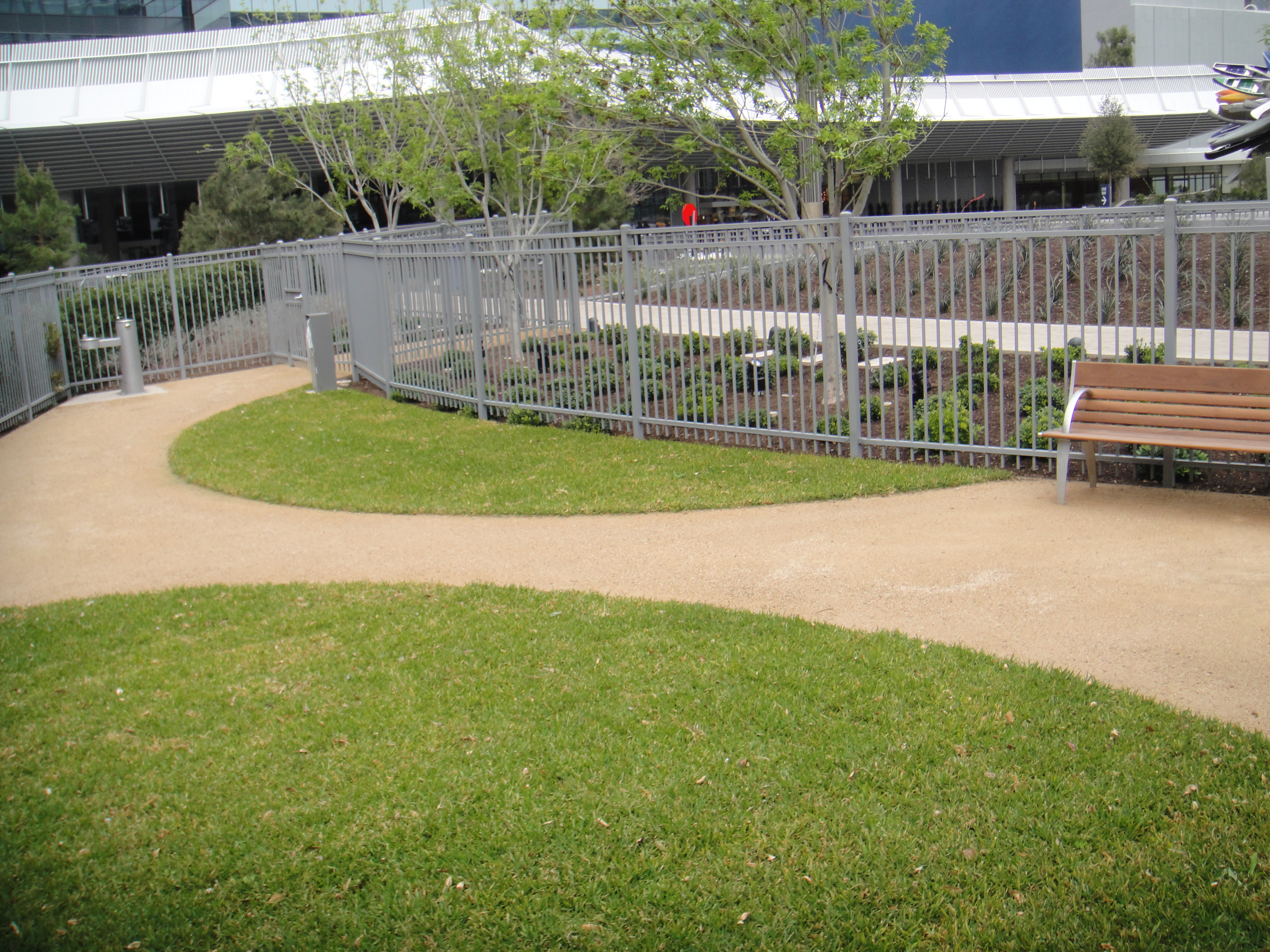
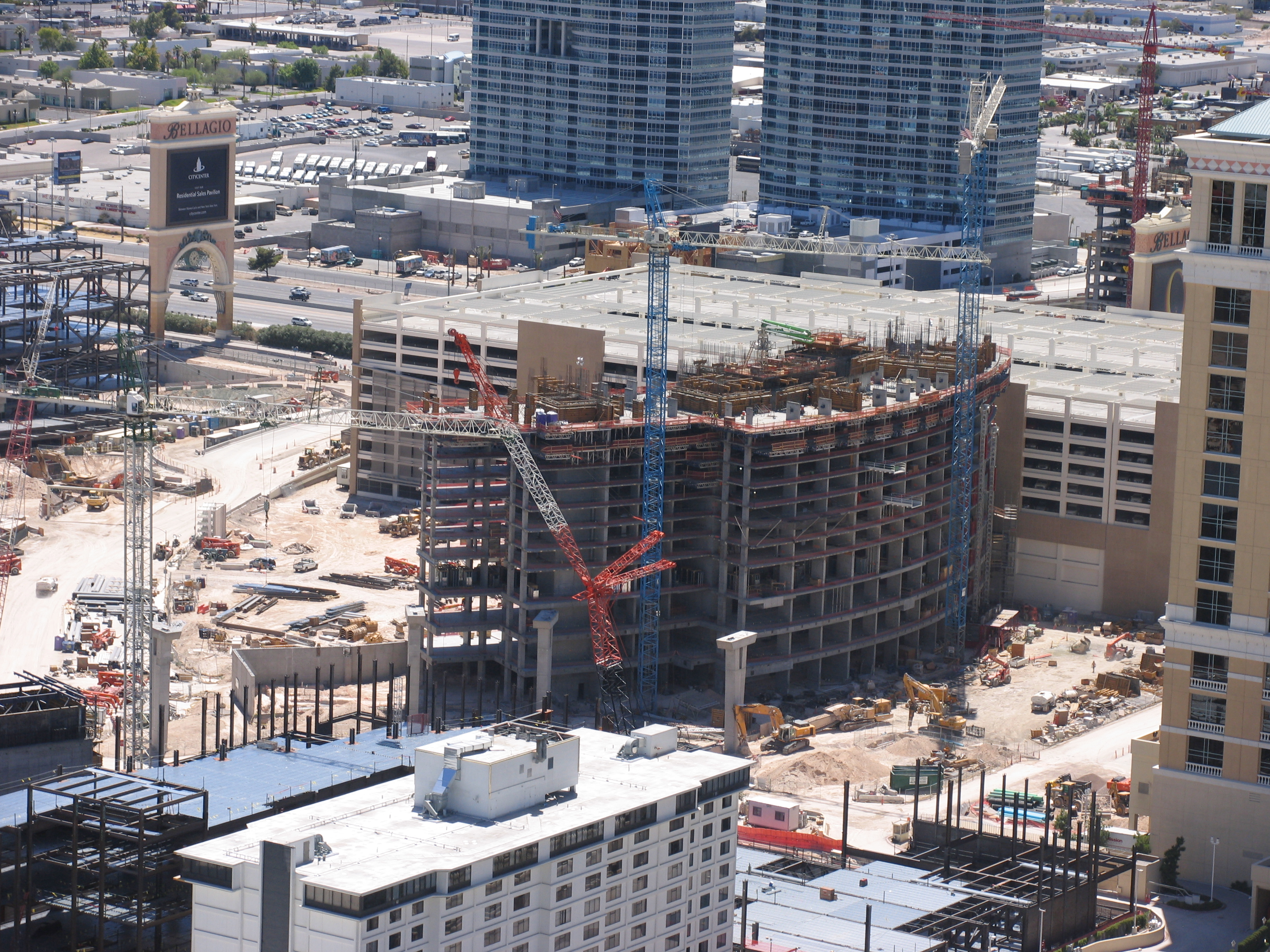